# Lough Dan
Le Lough Dan (en irlandais : Loch Deán) est un lac glaciaire rubaniforme en forme de boomerang près de Roundwood, dans le comté de Wicklow en Irlande.
C'est un endroit très apprécié par les randonneurs et les amateurs de kayak et il passe près du Wicklow Way (un sentier de près de 132 km de long).